# Chan Li Po
Chan Li Po fue una serie radial humorística y detectivesca cubana escrita por Félix B. Caignet y protagonizada por Aníbal de Mar, estrenada en 1934 y finalizada en 1941, en la emisora regional de Santiago de Cuba CMKD y luego por la nacional CMQ.

## Trama principal
Chan Li Po (Aníbal de Mar) es un detective chino inteligente, que investiga y resuelve los crímenes mejor que otros oficiales de policía. Trabaja en La Habana resolviendo misteriosos crímenes, con un poco de humor.
Chan Li Po es un personaje inspirado en la comunidad migrante china en Cuba. En 1938, de Mar se retira del programa y Chan Li Po comienza a ser actuado por Óscar Luis López hasta el fin de la serie en 1941.

## Adaptación
La radioserie fue adaptada en Colombia como Yong-Fu escrita por Emilio Franco en 1938.